# محوطه گوری بزرگ بانروشان
محوطه گوری بزرگ بانروشان مربوط به دوران‌های تاریخی پس از اسلام است و در شهرستان مهران، بخش صالح آباد، روستای بانروشان واقع شده و این اثر در تاریخ ۱۴ مرداد ۱۳۸۲ با شمارهٔ ثبت ۹۵۱۵ به‌عنوان یکی از آثار ملی ایران به ثبت رسیده است.